# 三田村邦彦
三田村 邦彦（、1953年10月22日 - ）は、日本の男優・タレント・歌手。血液型はB型。所属事務所は有限会社M・P・T。
元妻である元女優の中山麻理との間に3子。長男三田村瞬と三男中山麻聖は俳優。二男は一般人。現在の妻との間に1子（長女）。

## 来歴
新潟県新発田市出身。映画館で石原裕次郎のアクション系の映画をよく観ていた影響で小学4・5年生のころには男優になりたいと漠然と思っていたといい、中学や高校でも強くなる一方で、男優になるために東京へ出るには、戦争中に軍隊へ行っていた昔気質の父親を説得しなければならなかったが、それでも強引に上京したという。
新潟県立新発田高等学校卒業、予備校に進学すると偽り上京。俳優座養成所への入所が希望であったが、その年度には入所試験が無かったことから、文学座を受けたが、1年目は不合格となる。2度の試験で最終選考に残るも、「勘当同然で東京に来たので、アルバイトをしながら文学座で演技の勉強をしたい」と答えると、「文学座では、アルバイトをしながら成功した人はいない。両親がお金を出してくれるように説得してきなさい」と文学座の人間に言われたため、文学座への入所を諦めた。その後、アルバイトで生計を立てながら、劇団青俳を受けることとなる。
1979年劇団の推薦により『限りなく透明に近いブルー』でデビュー。同年「必殺シリーズ」に飾り職人の秀役で出演、華麗な殺しと、陰りのある表情をたたえる仕事人を演じ人気を博した。1982年より『太陽にほえろ!』にジプシー刑事役で出演。
1980年にデビュー作で共演した女優の中山麻理と結婚。3子をもうけるも、1996年に22歳年下の女優・高橋かおりとの不倫が発覚。妻の中山は密会中の三田村を尾行し、2000万円の賠償請求をするなどドロ沼の不倫裁判を繰り広げた。
しかし三田村が生活費を入れなくなっため、早急に離婚したいという妻の意向から、1999年に慰謝料なしでの離婚が成立した。2010年5月16日に26歳年下の元テレビ番組制作会社社員の女性と5年間の交際、1年間の同棲を経て再婚。2015年3月19日、長女が誕生した。元妻の中山との関係は2025年に中山が死去するまで改善しなかった模様で、中山の葬儀に三田村は参列していない(3人の息子はいずれも中山を看取っている)。
1980年からは歌手活動も行っており、シングルやアルバムを多数リリースしている。東芝EMIより『必殺仕事人』の挿入歌、「いま走れ、いま生きる」で歌手デビュー、後にTDKレコード→日本コロムビアへ移籍。2010年5月からインディーズで音楽活動を再開。そのほかにもジュエリーブランドを立ち上げるなど、幅広い分野で活躍した。
2021年、自身がホストを務める『おとな旅あるき旅』エンディングテーマを丘みどりと歌った「あなたと、君と」が、丘のシングル曲のカップリング曲として収録される形で発売。舞台ではミュージカルに出演しており、代表作は『ブラッド・ブラザーズ』（初代エディ役）、『スクルージ』（2代目スクルージ役）、『NEVER GONNA DANCE』（モーガンサル役）など。
『おとな旅あるき旅』で滋賀県長浜市の小谷城址を訪れた際、「三田村家発祥の地」と話している。「城マニア」であることを公言し、天主のある城跡のみならず、あまり知られていないような、山城などにも足を運んでいると語っている。
阿波踊りの熱狂的なファンとして知られ、徳島市阿波踊りにサンスター連として20年以上参加している。しかし、2016年はミュージカル『アニー』の大阪公演のため欠席した。

## エピソード
『限りなく透明に近いブルー』は、当初村上龍の原作本を読むも、自分には不道徳な行為や退廃的な人物などは苦手であったため、リュウ役はきついと思い、劇団にはできないと言うが、蜷川幸雄から「間口の狭い役者になる」と諭され、村上とも実際に会って三田村の思ったところを述べると、数日かけてかなり脚本を書き直されたことで、リュウ役をやることを決めたといい、男優でやっていけるようになったのも、村上のおかげであると思っているという。
『必殺仕事人』も劇団生活の中で、4～5年はテレビがお金がなかったため買えずにテレビを見ることができなかったことから、『必殺仕掛人』などを知らず、マネージャーにも断ってくださいと言ったというが、内容をプロデューサーから聞いて『仕掛人・藤枝梅安』のようなものと理解したという。だが、当初はお金をもらって人を殺める殺し屋の役が無理だと思い、全26本であったが、半年頑張ろうと思ったものの、視聴率が良かったため、もう1クール延びたとプロデューサーに言われるも、26本での番組降板を希望していたが、その日の夜に撮影の石原興と藤田まことから飲みに誘われ、今辞めるのは中途半端だと説得されたことで思い直し、出演を延長した。
『仕事人』が始まった年に劇団青俳が倒産し、島田智子事務所に所属するが、かなり仕事が重なっていたことから、島田からは『太陽にほえろ！』か『必殺』のどちらかを降りようと言われ、長くやっていた『必殺』を辞めようと、島田が申し出るも、「順序が逆」と『必殺』のプロデューサーから言われたことで、東宝のプロデューサーに島田が事情を話し、ジプシー刑事の登場は1年のみとなり、いつでも戻ってくるようにと殉職はしなかったという。
『新・必殺仕事人』の最終回において、壮絶な死を遂げる予定であったが、ファンから助命嘆願が数多く寄せられ、必殺仕事人シリーズを続投することになったため『太陽にほえろ!』への出演が短縮された。
三田村は『必殺まっしぐら』出演に際して、当初は断ったが、工藤栄一が1話、2話の監督を務めるなら出演するという条件を出した、また本来最終話とその前11話も工藤が監督を務める予定であったが、スケジュールの都合で務められなくなり、三田村は工藤から直接謝罪をされた。
『ゴジラvsビオランテ』（1989年）で共演した小高恵美は、信号待ちをしていた時に三田村がタクシーから大声で呼びかけてきたことがあり、少年のような天真爛漫さで面白い人物であったと評している。同作品で共演した金田龍之介は、三田村は極度の近眼であったため、演技の際は目を見開いていたと証言している。
1996年に『関口宏の東京フレンドパークII』で河合奈保子と共に出演し、最後のビッグチャレンジの視聴者プレゼントで見事パジェロミニXR-Ⅱを的中させた。

## 出演

### 映画
- 限りなく透明に近いブルー（1979年） - リュウ[注釈 2]
- 劇場版必殺シリーズ - 飾り職人の秀
  - 必殺! THE HISSATSU（1984年、松竹・朝日放送）
  - 必殺! III 裏か表か（1986年、松竹・朝日放送）
  - 必殺4 恨みはらします（1987年、松竹・朝日放送）
  - 必殺!5 黄金の血（1991年、松竹・朝日放送）
  - 必殺! 主水死す（1996年、松竹・朝日放送）
- 北の螢（1984年、東映・俳優座）
- Wの悲劇（1984年、角川春樹事務所）
- 危険な女たち（1985年、松竹）
- パッセンジャー 過ぎ去りし日々（1987年、松竹）
- ゴジラvsビオランテ（1989年、東宝）（主演） - 桐島一人[1][2]
- 極道の妻たち 死んで貰います（1999年）
- ガメラ3 邪神覚醒（1999年） - 綾奈の父
- メトレス・愛人（2000年）
- アノソラノアオ（2012年）
- 太陽の蓋（2016年） - 菅直人[19]
- 晴れの国（2025年） - 天空仙人[20]

### テレビドラマ
- たとえば、愛（1979年1月 - 4月、TBS）
- 必殺シリーズ（松竹・朝日放送）※現代版3作以外はいずれも飾り職人の秀
  - 必殺仕事人（1979〜1981年）
  - 新・必殺仕事人（1981年 - 1982年）
  - 必殺仕事人III（1982年 - 1983年）
  - 必殺仕事人IV（1983年 - 1984年）
  - 必殺まっしぐら!（1986年）
  - 必殺仕事人・激突!（1991年〜1992年）
- スペシャル版必殺シリーズ
  - 特別編必殺仕事人 恐怖の大仕事 水戸・尾張・紀伊（1981年）
  - 必殺シリーズ10周年記念スペシャル 仕事人大集合（1982年）
  - (秘) 必殺現代版 主水の子孫が京都に現われた 仕事人vs暴走族（1982年）
  - 年忘れ必殺スペシャル 仕事人アヘン戦争へ行く 翔べ!熱気球よ香港へ（1983年）
  - 新装 (秘) 必殺現代版 東京六本木・京都円山公園・大阪梅田 3元仕事人ナマ中継（1985年）
  - 必殺スペシャル・春 世にも不思議な大仕事 主水と秀 香港・マカオで大あばれ（1991年）
- 大河ドラマ（NHK総合）
  - 獅子の時代（1980年）
  - 翔ぶが如く（1990年） - 徳川慶喜
  - 江〜姫たちの戦国〜（2011年） - 片桐且元
- 土曜ワイド劇場（テレビ朝日）
  - 京都妖怪地図（1980年）
  - 火車 カード破産の女!（1994年）
  - 殺人スタント（2004年・2006年、東宝・朝日放送）
  - 愛と死の境界線（2011年3月26日、朝日放送） - 西脇遼一
- 警視庁殺人課（1981年、東映・テレビ朝日） - 虎間一平（秀才）
- ドラマ人間模様（NHK総合）
  - 新・事件 断崖の眺め（1984年）
  - 花へんろ 風の昭和日記（第一章）（1985年）
  - てのひらの虹（1986年） - 秋葉徹
  - 花へんろ 風の昭和日記（第二章）（1986年）
  - 花へんろ 風の昭和日記（第三章）（1988年）
- 太陽にほえろ!（1982年 - 1983年、東宝・日本テレビ） - 原昌之（通称・ジプシー）
  - 第494話「ジプシー刑事登場!」 - 第545話「さらば!ジプシー」
  - 第593話「ジプシー再び」
- 壬生の恋歌（1983年、NHK総合） - 入江伊之助
- 風の墓標（1984年2月4日、NHK総合） - 平戸助四郎
- 乳房よ眠れ（1984年、テレビ朝日）
- ハーイあっこです（1984年、フジテレビ「月曜ドラマランド」）
- 間違いだらけの夫選び（1985年、フジテレビ）
- 許せない結婚（1985年、TBS） - 英二
- 赤い秘密（1985年、TBS）
- もしも、学校が…!?（1985年、TBS）
- 東芝日曜劇場（TBS）
  - 第1408回「めでたくもあり　めでたくもなし」（1984年）
  - 第1490回「男ともだち」（1985年）
  - 第1505回「東京の秋（前編） 家族ふたつ」（1985年） - 有坂彰良
  - 第1506回「東京の秋（後編） 愛、けれど－」（1985年） - 有坂彰良
  - 第1533回「あなたいい人ね」（1986年）
  - 第1591回「私の恋人」（1987年）
  - 第1607回「愛情ってなに?」（1987年）
  - 第1626回「ふたり」（1988年） 声の出演
  - 第1627回「夢が渡る」（1988年）
  - 第1668回「愛のいろ」（1988年）
  - 第1771回「マメはがき」（1991年）
  - 第1800回「出発のとき」（1991年）
  - 第1826回「待って…」（1992年）
- どうぶつ通り夢ランド（1986年 - 1987年、テレビ朝日）
- おんなは一生懸命（1987年10月 - 1988年3月、TBS）
- 間違いだらけの女磨き（1987年、フジテレビ）
- 男が泣かない夜はない（1987年、フジテレビ） - 星野俊彦
- ママはアイドル!（1987年4月 - 6月、TBS）
- 若奥さまは腕まくり!（1988年、TBS）
- 金曜エンタテイメント・ミッドナイトドラマシアター「わたしの彼を殺した女」（1988年、JOCX TV2 / フジテレビ） - 立石文彦
- 明日はアタシの風が吹く（1989年、日本テレビ）
- ハロー!グッバイ（1989年、東宝・日本テレビ） - 安藤泰彦
- さよなら李香蘭（1989年12月21日 - 1989年12月22日、フジテレビ開局30周年記念ドラマ） -
- 閨閥(1990年４月7日 TBS3時間ドラマ)
- 将軍家光忍び旅（1990年10月 - 1991年3月・1992年10月 - 1993年3月、テレビ朝日） - 徳川家光
- 世にも奇妙な物語「ボロボロ」（1991年、フジテレビ） - 堀田聖二
- 渡る世間は鬼ばかり（1990年 - 2016年、TBS） - 高橋亨
- 源氏物語 上の巻 下の巻（1991年、TBS）
- 眠れない夜をかぞえて（1992年、TBS）
- 織田信長（1994年、テレビ東京） - 木下藤吉郎
- 殿さま風来坊隠れ旅（1994年、テレビ朝日） - 徳川治貞役
- 金曜エンタテイメント 人間ドキュメント 逸見政孝物語（1994年、フジテレビ） - 逸見政孝
- 魔の季節（1995年、TBS）
- 将軍の隠密!影十八（1996年、テレビ朝日） - 加納雨太郎
- 快刀!夢一座七変化（1996年 - 1997年、テレビ朝日） - 花村夢之丞
- 京都祇園入り婿刑事事件簿シリーズ（1997年 - 2005年、松竹・フジテレビ「金曜エンタテイメント」）
- 一絃の琴（2000年、NHK総合）
- 招かれざる客 富士山麓連続殺人事件（2001年、テレビ東京「女と愛とミステリー」） - 倉茂恭平
- 松本清張サスペンス特別企画・霧の旗（2003年、TBS） - 中原警部
- 神様、何するの（2003年、フジテレビ） - 吉井洋一
- 中学生日記「家族ルール」（2006年2月27日、NHK教育[21]）
- 主水之助七番勝負〜徳川風雲録外伝〜（2008年、テレビ東京） - 大峰ノ善鬼
- 人間動物園（2009年7月19日、WOWOW）
- 科捜研の女 第10シリーズ 最終話（2010年9月16日、テレビ朝日） - 大橋明成

### 情報・バラエティ番組
- 栄光への24時間 三田村邦彦inルマン（1986年6月、テレビ朝日）
- なるほど!ザ・ワールド（フジテレビ）
- 週刊えみぃSHOW（1999年7月 - 2008年6月、よみうりテレビ）
- っちゅ〜ねん!（2005年・2006年、毎日放送）
- 水郷ロマン紀行 ~柳川・麗江・メコン（2006年9月、フジテレビ）
- 土曜スペシャル にっぽん海峡物語（2006年12月、テレビ東京）
  - 地元・新潟県を旅するこの土曜スペシャルで2008年からシリーズ化している「街道歩き旅シリーズ」の(1)日光街道10日間編（5月31日放送）・(2)水戸街道8日間編（11月15日放送）にいずれも出演している。
- 銭形金太郎（2007年、テレビ朝日）
- FNS27時間テレビ みんな“なまか”だっ!ウッキー!ハッピー!西遊記!（2007年7月、CX）新潟総合テレビご当地タレント知事
- 世界ウルルン滞在記（2008年8月、TBS）
- おとな旅あるき旅（2009年1月 - 、テレビ大阪）
  - 「週刊えみぃSHOW」降板後、半年振りの関西ローカルのレギュラー番組
- 地球街道 新潟の旅（2009年1月、テレビ東京）
- 雅の世界 百人一首（2010年1月2日、NHK総合） - 朗読

### ビデオ用作品（Vシネマ）
- 実録・籠寅三代目 合田幸一 任侠修業篇
- 実録・籠寅三代目 合田幸一 名門継承篇
- 実録・籠寅三代目 合田幸一 関西二十日会篇

### コマーシャル
- ダイドードリンコ スポーツエネルギー
- ダイドーブレンドmコーヒー（1983年）
- ダイドードリンコ アンビーネ（1984年）
- 国鉄 冬のキャンペーン
- サンスター ドゥ歯磨き（1988年）
- キリン ファインピルスナー（1989年）
- 永谷園 あさげ（1990年）
- 日立冷蔵庫アーバンワイド解凍（1990年）[注釈 3]
- サンスター ニュー・ソルト（1991年）
- 養命酒（1995年）

### ラジオ
- 三田村邦彦 ラジオ広場（1983年、ニッポン放送）
- サンスター 三田村邦彦の20時（FM新潟他）
- ラジオ深夜便（NHKラジオ第1・FM）（2017年10月27日）

### 舞台
- 恐怖時代（1985年）
- ブラッドブラザーズ（1991年）
- 花のひと ふかがわ亭（1994年、明治座 若尾文子 / 共演 石井ふく子 / 演出）
- スーパーミュージカル古典シリーズヤマトタケル（1994年）
- スクルージ -クリスマス・キャロル-（1995年）
- ヤマトタケル（1996年）
- 将軍家光忍び旅（1996年、新宿コマ劇場）
- 宮沢賢治（1996年）
- 将軍家光忍び旅（1997年、中日劇場）
- ラヴ・レターズ（1997年、パルコ劇場）
- カルメンと呼ばれた女（1997年）
- ボーイング・ボーイング（1998年）
- 鏡（1999年）
- KAGAMI（2000年）
- 樋口一葉（名鉄ホール 竹下景子 / 共演 石井ふく子／演出）
- NEVER GONNA DANCE（2005年、東京国際フォーラム）
- NEVER GONNA DANCE（2005年、大阪厚生年金会館）
- オンナだらけの新喜劇（2007年3月18日、朝日放送）
- 幕末義侠伝〜CHUJI〜（2008年）
- 龍馬異聞 KURAMATENNGU…遥かなる海へ（2008年）
- 存在の深き眠り（2010年）
- 女の人さし指（2011年3月3日〜21日、三越劇場　若尾文子／共演　石井ふく子／演出）
- 女の人さし指（2011年、名鉄ホール）
- ミュージカル「アニー」（2014年 - 2016年）
- 恋桜（2019年）
- かたき同志（2021年）
- アンタッチャブル・ビューティー（2022年）
- おちか奮闘記（2025年）[22]
- 納涼必殺まつり（京都南座）
  - 必殺女ねずみ小僧（1981年）
  - 必殺・鳴門の渦潮（1982年。その前に名鉄ホールで先行して上演された）
  - 必殺ぼたん燈籠（1983年）

## ディスコグラフィ

### シングル
| 発売日         | 面      | タイトル                         | 作詞                 | 作曲       | 編曲            | 規格    | 規格品番   |
| 東芝EMI        | 東芝EMI | 東芝EMI                          | 東芝EMI              | 東芝EMI    | 東芝EMI         | 東芝EMI | 東芝EMI    |
| -------------- | ------- | -------------------------------- | -------------------- | ---------- | --------------- | ------- | ---------- |
| 1980年4月20日  | A       | いま走れ!いま生きる!             | 三田村邦彦           | 小坂明子   | 小坂務          | EP      | TP-10724   |
| 1980年4月20日  | B       | 加治川                           | 三田村邦彦           | 小坂明子   | 小坂務          | EP      | TP-10724   |
| 1981年5月5日   | A       | 想い出の糸車                     | 山本六介             | 山本六介   | 竜崎孝路        | EP      | TP-17156   |
| 1981年5月5日   | B       | 涙の裏側                         | なだたかお           | 中川薫     | 竜崎孝路        | EP      | TP-17156   |
| TDKコア        |         |                                  |                      |            |                 |         |            |
| 1982年5月5日   | A       | レクイエム                       | 山川啓介             | 黒住憲五   | 黒住憲五 若草恵 | EP      | T07S-1003  |
| 1982年5月5日   | B       | 小さな風船                       | 三田村邦彦           | 三田村邦彦 | 黒住憲五        | EP      | T07S-1003  |
| 1982年9月5日   | A       | 「君」                           | 伊勢正三             | 伊勢正三   | 青木望          | EP      | T07S-1009  |
| 1982年9月5日   | B       | 進水式                           | 藤公之介             | 黒住憲五   | 若草恵          | EP      | T07S-1009  |
| 1983年7月21日  | A       | 透き通る季節                     | 三田村邦彦・山川啓介 | 堀内孝雄   | 石川鷹彦        | EP      | T07S-1035  |
| 1983年7月21日  | B       | HAPPY&BLUE                       | 山川啓介             | 黒住憲五   | 矢野立美        | EP      | T07S-1035  |
| 1983年11月5日  | A       | 自惚れ                           | 阿木燿子             | 宇崎竜童   | 矢野立美        | EP      | T07S-1042  |
| 1983年11月5日  | B       | 涙をふきなよつらいから           | 中西冬樹             | 伊豆康臣   | 矢野立美        | EP      | T07S-1042  |
| 日本コロムビア |         |                                  |                      |            |                 |         |            |
| 1985年2月1日   | A       | 薄暮                             | 小椋佳               | 宮原芽映   | 瀬尾一三        | EP      | AH-548     |
| 1985年2月1日   | B       | パーティ・ドレス                 | 小椋佳               | 宮原芽映   | 水谷公生        | EP      | AH-548     |
| 1986年1月      | A       | 逃亡者                           | 松井五郎             | 中崎英也   | 戸塚修          | EP      | AH-701     |
| 1986年1月      | B       | 君だけがIn My Heart              | 竜真知子             | 佐藤準     | 佐藤準          | EP      | AH-701     |
| 1986年8月1日   | A       | ゆれる…瞳                        | 三田村邦彦           | 黒住憲五   | 矢野立美        | EP      | AH-757     |
| 1986年8月1日   | B       | エリー                           | 中西冬樹             | 伊豆康臣   | 矢野立美        | EP      | AH-757     |
| 1987年3月21日  | A       | In My Loneliness〜哀しみの部屋〜 | 竜真知子             | 黒住憲五   | 佐藤準          | EP      | AH-815     |
| 1987年3月21日  | B       | 夏の消印                         | 松井五郎             | 中崎英也   | 中崎英也        | EP      | AH-815     |
| 1988年3月21日  | A       | 君はパラダイス                   | 竜真知子             | 井上大輔   | 松原正樹        | EP      | AH-923     |
| 1988年3月21日  | B       | 誰も知らないバラッド             | 川村真澄             | 井上大輔   | 松原正樹        | EP      | AH-923     |
| 1988年11月21日 | A       | 追憶のサファイア                 | 売野雅勇             | 池毅       | 京田誠一        | EP      | AH-973     |
| 1988年11月21日 | B       | 冬の引き潮                       | 売野雅勇             | 岸正之     | 奥慶一          | 8cmCD   | 10CA-8068  |
| 1990年10月21日 | 1       | 男のふるさと                     | 伊藤薫               | 伊藤薫     | 竜崎孝路        | 8cmCD   | CODA-8607  |
| 1990年10月21日 | 2       | 晴れ晴れ道中                     | 伊藤薫               | 伊藤薫     | 竜崎孝路        | 8cmCD   | CODA-8607  |
| 1992年10月21日 | 1       | 青春一気                         | 荒木とよひさ         | 浜圭介     | 川村栄二        | 8cmCD   | CODA-108   |
| 1992年10月21日 | 2       | 影ぼうし                         | 荒木とよひさ         | 浜圭介     | 川村栄二        | 8cmCD   | CODA-108   |
| 1992年10月21日 | 3       | 青春一気（カラオケ）             | -                    | 浜圭介     | 川村栄二        | 8cmCD   | CODA-108   |
| キングレコード |         |                                  |                      |            |                 |         |            |
| 1994年5月25日  | 1       | 黎明                             | YOURSA               | 上野義雄   | 京田誠一        | 8cmCD   | KIDS-182   |
| 1994年5月25日  | 2       | 夢の座標                         | 平野肇               | 笛吹利明   | 京田誠一        | 8cmCD   | KIDS-182   |
| MPT RECORDS    |         |                                  |                      |            |                 |         |            |
| 2010年6月24日  | 1       | LOVE Song                        | 三田村邦彦           | 三田村邦彦 | 森正明          | CD      | MPTCS-3001 |
| 2010年6月24日  | 2       | ふるさと                         | 三田村邦彦           | 三田村邦彦 | 森正明          | CD      | MPTCS-3001 |
| キングレコード |         |                                  |                      |            |                 |         |            |
| 2021年3月17日  | 2       | あなたと、君と                   | 向井浩二             | 向井浩二   | 矢野立美        | CD      | KICM-31015 |

#### 企画
- 人生はコメディ / バナナが好きだった（1985年8月） -　THE SCHOOL![注釈 5]名義。

### アルバム

#### オリジナル・アルバム
| 発売日         | アルバム | 規格    | 規格品番   |
| TDKコア        | TDKコア | TDKコア | TDKコア    |
| -------------- | --- | ------- | ---------- |
| 1982年4月5日   | やがて君は季節の中へ / 三田村邦彦ファースト Side:A 1. 近況 2. 夏の少女 3. 黄昏美人 4. リフレイン 5. やがて君は季節の中へ Side:B 1. レクイエム 2. 小さな風船 3. 秋の妖精 4. 夏のわかれ 5. 夏・秋・冬…春 | LP      | T28A-1001  |
| 1982年10月5日  | 風の秋から Side:A 1. 海 2. 雨のラスト・ドライブ 3. 忘れ雪 4. 進水式 5. 一枚の絵 Side:B 1. 落陽物語 2. さよなら 3. Guessing Game 4. あなたは鳥になれ 5. 風の秋 | LP      | T28A-1006  |
| 1983年9月21日  | Vol.III Side:A 1. ハートライト すべて君のために 2. 雨上りの夜明け 3. 丘 4. ローズブラウンの夜に 5. 雪物語 Side:B 1. MARIKO 2. Sunrise Girl 3. Maybe Tomorrow 4. Separate Ways | LP      | T28A-1024  |
| 1985年11月5日  | MARIKO Side:A 1. MARIKO（プロローグ） 2. 夏の少女 3. 海 4. サンラインズ・ガール 5. 夏のわかれ 6. 風の秋 Side:B 1. 「君」 2. 雨のラストドライブ 3. 一枚の絵 4. やがて君は季節の中へ 5. 雪物語 6. MARIKO（エピローグ） | LP      | T25A-1046  |
| 1985年11月5日  | MARIKO Side:A 1. MARIKO（プロローグ） 2. 夏の少女 3. 海 4. サンラインズ・ガール 5. 夏のわかれ 6. 風の秋 Side:B 1. 「君」 2. 雨のラストドライブ 3. 一枚の絵 4. やがて君は季節の中へ 5. 雪物語 6. MARIKO（エピローグ） | CD      | T32X-1014  |
| 日本コロムビア | |         |            |
| 1985年2月21日  | DAY BY DAY Side:A 1. 嵐雲 2. 嘘だよ 3. 失恋 4. 森へ逃れて 5. Day By Day Side:B 1. 薄暮 2. パーティー・ドレス 3. 立ち還る場所 4. パドドゥ 5. 夢の墓標 | LP      | AF-7340    |
| 1985年11月21日 | SOUND TRACK Side:A 1. 逃亡者 2. 長距離電話1 3. デイブレイクホテル 4. 少女 5. 悲しみのRainy Eyes 6. 長距離電話2 7. さよならはいらない Side:B 1. In My Loneliness - 哀しみの部屋- 2. 永遠にミステリアス 3. スデディ・ガール 4. 君だけがIn my heart | LP      | AF-7386    |
| 1985年11月21日 | SOUND TRACK Side:A 1. 逃亡者 2. 長距離電話1 3. デイブレイクホテル 4. 少女 5. 悲しみのRainy Eyes 6. 長距離電話2 7. さよならはいらない Side:B 1. In My Loneliness - 哀しみの部屋- 2. 永遠にミステリアス 3. スデディ・ガール 4. 君だけがIn my heart | CT      | CAR-1409   |
| 1987年10月1日  | OLD/NEW Side:A 1. 海辺の10月 -So Foolish- 2. ロンリーマン 3. With you,With me 4. She’s the Rain Side:B 1. 夜はこれから 2. アース・ウィンド 3. 東京ホームシックガール 4. IN・じゃ・NIGHT | LP      | AF-7464    |
| 1987年10月1日  | OLD/NEW Side:A 1. 海辺の10月 -So Foolish- 2. ロンリーマン 3. With you,With me 4. She’s the Rain Side:B 1. 夜はこれから 2. アース・ウィンド 3. 東京ホームシックガール 4. IN・じゃ・NIGHT | CT      | CAR-1505   |
| 1988年11月21日 | 12の月の輪舞 〜さよならで鎖環がれた1年と11人の物語〜 1. プロローグ 落葉の輪舞曲（ロンド） 2. 追憶のサファイア 3. ブルー・クリスマス・ソング 4. ヨコハマ・レイニー・ブルース 5. 冬の引き潮 6. 月が窓を横切るまで 7. 砂丘に赤いアルファロメオ 8. 27歳 9. 宿命の女（ファム・ファタール） 10. 昨日、君は、ヴァージンだった 11. 夏の残像（かげ） 12. エピローグ 九月に | CD      | CA-2670    |
| 2009年8月24日  | 12の月の輪舞 〜さよならで鎖環がれた1年と11人の物語〜 1. プロローグ 落葉の輪舞曲（ロンド） 2. 追憶のサファイア 3. ブルー・クリスマス・ソング 4. ヨコハマ・レイニー・ブルース 5. 冬の引き潮 6. 月が窓を横切るまで 7. 砂丘に赤いアルファロメオ 8. 27歳 9. 宿命の女（ファム・ファタール） 10. 昨日、君は、ヴァージンだった 11. 夏の残像（かげ） 12. エピローグ 九月に | CD-R    | CORR-10421 |

#### ベスト・アルバム
| 発売日         | アルバム | 規格         | 規格品番     |
| 東芝レコード   | 東芝レコード | 東芝レコード | 東芝レコード |
| -------------- | --- | ------------ | ------------ |
| 1982年4月21日  | 必殺の秀 Side:A 1. 想い出の糸車 2. 涙の裏側 Side:B 1. いま走れ!いま生きる! 2. 加治川 | LP           | T12-1002     |
| 1982年4月21日  | 必殺の秀 Side:A 1. 想い出の糸車 2. 涙の裏側 Side:B 1. いま走れ!いま生きる! 2. 加治川 | CT           | ZH12-1192    |
| TDKコア        | |              |              |
| 1984年3月21日  | Selection 12 Side:A 1. 自惚れ 2. 透きとおる季節 3. 「君」 4. レクイエム 5. 小さな風船 6. 近況 Side:B 1. やがて君は夢の中へ 2. 海 3. 夏の少女 4. MARIKO 5. 風の秋 6. 雪物語 | LP           | T28A-1029    |
| 1984年3月21日  | Selection 12 Side:A 1. 自惚れ 2. 透きとおる季節 3. 「君」 4. レクイエム 5. 小さな風船 6. 近況 Side:B 1. やがて君は夢の中へ 2. 海 3. 夏の少女 4. MARIKO 5. 風の秋 6. 雪物語 | CT           | T28H-1029    |
| 1984年3月21日  | Selection 12 Side:A 1. 自惚れ 2. 透きとおる季節 3. 「君」 4. レクイエム 5. 小さな風船 6. 近況 Side:B 1. やがて君は夢の中へ 2. 海 3. 夏の少女 4. MARIKO 5. 風の秋 6. 雪物語 | CD           | T32X-1005    |
| 1984年11月21日 | My Favorite Songs Side:A 1. ローズ・ブラウンの夜に 2. 雨のラスト・ドライブ 3. さよなら 4. Maybe Tomorrow 5. 一枚の絵 6. あなたは鳥になれ Side:B 1. 進水式 2. 雨上りの夜明け 3. リフレイン 4. 黄昏美人 5. Guessing Game 6. ハート ライト・・・すべて君のために | LP           | T28A-1038    |
| 1984年11月21日 | My Favorite Songs Side:A 1. ローズ・ブラウンの夜に 2. 雨のラスト・ドライブ 3. さよなら 4. Maybe Tomorrow 5. 一枚の絵 6. あなたは鳥になれ Side:B 1. 進水式 2. 雨上りの夜明け 3. リフレイン 4. 黄昏美人 5. Guessing Game 6. ハート ライト・・・すべて君のために | CT           | T28H-1038    |
| 日本コロムビア | |              |              |
| 1987年3月21日  | In My Loneliness〜哀しみの部屋〜 三田村邦彦ベスト・コレクション 1. In My Loneliness-哀しみの部屋- （Single ver.） 2. パーティー・ドレス 3. 永遠にミステリアス 4. 悲しみのRainy Eyes 5. パドドゥ 6. 逃亡者（Single ver.） 7. ゆれる・・・瞳 8. 薄暮 9. 君だけがIn my heart 10. Day By Day 11. 夏の消印 12. さよならはいらない | CD           | 33CA-1482    |
| 2010年5月24日  | In My Loneliness〜哀しみの部屋〜 三田村邦彦ベスト・コレクション 1. In My Loneliness-哀しみの部屋- （Single ver.） 2. パーティー・ドレス 3. 永遠にミステリアス 4. 悲しみのRainy Eyes 5. パドドゥ 6. 逃亡者（Single ver.） 7. ゆれる・・・瞳 8. 薄暮 9. 君だけがIn my heart 10. Day By Day 11. 夏の消印 12. さよならはいらない | CD-R         | CORR-10651   |
| 1988年10月1日  | 三田村邦彦全曲集 1. 君はパラダイス 2. In My Loneliness 3. ゆれる…瞳 4. 逃亡者 5. 薄暮 6. Day By Day 7. パ・ド・ドゥ 8. 永遠にミステリアス 9. 夏の消印 10. さよならはいらない 11. 東京ホームシックガール 12. IN・じゃ・NIGHT 13. 夜はこれから 14. 海辺の十月 | CT           | CSR-1395     |
| 1988年10月1日  | 三田村邦彦全曲集 1. 君はパラダイス 2. In My Loneliness 3. ゆれる…瞳 4. 逃亡者 5. 薄暮 6. Day By Day 7. パ・ド・ドゥ 8. 永遠にミステリアス 9. 夏の消印 10. さよならはいらない 11. 東京ホームシックガール 12. IN・じゃ・NIGHT 13. 夜はこれから 14. 海辺の十月 | CD           | 32CA-2744    |
| 1989年12月21日 | 三田村邦彦ベストアルバム 1. 薄暮（4:02） 2. パーティー・ドレス（3:58） 3. 逃亡者（Single ver.）（4:23） 4. 永遠にミステリアス（4:27） 5. さよならはいらない （4:45） 6. ゆれる…瞳（3:24） 7. In My Loneliness! 哀しみの部屋（4:59） 8. ロンリーマン（4:16） 9. 海辺の10月 ～So Foolish～（5:56） 10. 君はパラダイス（4:41） 11. 追憶のサファイア（4:24） 12. 昨日、君は、ヴァージンだった（4:20） 13. ヨコハマ・レイニー・ブルース（4:06） 14. 冬の引き潮（4:30） | CT           | CAR-1694     |
| 1989年12月21日 | 三田村邦彦ベストアルバム 1. 薄暮（4:02） 2. パーティー・ドレス（3:58） 3. 逃亡者（Single ver.）（4:23） 4. 永遠にミステリアス（4:27） 5. さよならはいらない （4:45） 6. ゆれる…瞳（3:24） 7. In My Loneliness! 哀しみの部屋（4:59） 8. ロンリーマン（4:16） 9. 海辺の10月 ～So Foolish～（5:56） 10. 君はパラダイス（4:41） 11. 追憶のサファイア（4:24） 12. 昨日、君は、ヴァージンだった（4:20） 13. ヨコハマ・レイニー・ブルース（4:06） 14. 冬の引き潮（4:30） | CD           | CA-4443      |
| 1993年9月21日  | ～コロムビアCD文庫1800～三田村邦彦・ベスト・セレクション 1. 薄暮 2. 逃亡者（Single ver.） 3. さよならはいらない 4. ゆれる…瞳 5. In My Loneliness～哀しみの部屋～（Single ver.） 6. ロンリーマン 7. 君はパラダイス 8. 追憶のサファイア 9. ヨコハマ・レイニー・ブルース 10. 冬の引き潮 11. 男のふるさ 12. 青春一気 | CD           | COCA-11059   |

### タイアップ
| 曲名                             | タイアップ                                         | 収録作品                           |
| -------------------------------- | -------------------------------------------------- | ---------------------------------- |
| いま走れ!いま生きる!             | テレビ朝日系時代劇『必殺仕事人』挿入歌             | シングル「いま走れ！いま生きる！」 |
| 想い出の糸車                     | テレビ朝日系時代劇『新・必殺仕事人』主題歌         | シングル「想い出の糸車」           |
| 涙の裏側                         | テレビ朝日系時代劇『新・必殺仕事人』挿入歌         | シングル「想い出の糸車」           |
| 透き通る季節                     | テレビ朝日系時代劇『壬生の恋歌』挿入歌             | シングル「透き通る季節」           |
| 自惚れ                           | テレビ朝日系時代劇『必殺仕事人IV』挿入歌           | シングル「自惚れ」                 |
| In My Loneliness - 哀しみの部屋- | フジテレビ系『間違いだらけの女磨き』イメージソング | アルバム『SOUND TRACK』            |
| 人生はコメディ                   | TBS系テレビドラマ『もしも、学校が…!?』主題歌       | シングル「人生はコメディ」         |
| ゆれる…瞳                        | テレビ朝日系時代劇『必殺まっしぐら!』主題歌        | シングル「ゆれる…瞳」              |
| 男のふるさと                     | テレビ朝日系時代劇『将軍家光忍び旅』主題歌         | シングル「男のふるさと」           |
| 青春一気                         | テレビ朝日系時代劇『将軍家光忍び旅2』主題歌        | シングル「青春一気」               |
| 黎明                             | テレビ朝日系時代劇『殿さま風来坊隠れ旅』主題歌     | シングル「黎明」                   |